# 花松泰倫
花松 泰倫 (はなまつ やすのり、1977年 - ) は日本の法学者。
九州国際大学法学部教授。政治学原論（国際関係論、政治地理学、国境学）。国際紛争が生じている国境地域等においての地理学的且つ民族的問題を多層的に分析した新領域の研究がある。

## 略歴
2000年 北海道大学法学部卒業。2004年 北海道大学大学院法学研究科法学政治学専攻（修士課程）。2008年 同（博士後期課程）。
2010年 総合地球環境学研究所　プロジェクト研究員。2010年 ジョージワシントン大学エリオットスクール客員研究員。
2011年 北海道大学スラブ研究センター学術研究員。
2014年 九州大学持続可能な社会のための決断科学センター講師。2018年 九州国際大学法学部特任准教授。
- 2022年 九州国際大学法学部教授（法学部 副学部長）[3]。

## 著書
- 「政治」を地理学する―政治地理学の方法論

山﨑孝史 編　高木彰彦　今野泰三　他　共著
ナカニシヤ出版 2022年4月15日 (ISBN4779516617)
- つながる政治学〔改訂版〕: 12の問いから考える

平井一臣　土肥勲嗣　他　共著
法律文化社 2022年3月15日 (ISBN4589041960)
- 現代地政学事典

高木彰彦  山崎孝史　他　共著
丸善出版 2020年1月31日 (ISBN4621304631)
- 環境経済・政策学事典

共著
丸善出版 2018年5月26日 (ISBN4621302922)
- ボーダーツーリズム ー 観光で地域をつくる

岩下明裕編　高田喜博　古川浩司　他　共著
北海道大学出版会 2017年12月6日 (ISBN4832933973)
- アイスランド・グリーンランド・北極を知るための65章 (エリア・スタディーズ140)

小澤実  中丸禎子  高橋美野梨　共著
明石書店 2016年3月16日 (ISBN4750343080)

## 受賞
- 2017年12月

対馬学フォーラム2017最優秀ポスター賞 上対馬の交流人口を増やそう！〜日本人観光客381名のアンケート調査の結果〜 対馬市
小島光祐, 近江輝法, 庄司未侑, 槙野和歌菜, 一宮七海, 福田姫奈, 花松泰倫
- 2015年3月

平成27年度地域研究助成事業優秀賞 「国境観光」と地域づくりの連携可能性ー長崎県対馬市の事例を中心にー 公益財団法人九州経済調査協会
花松泰倫
- 2009年3月

平成20年度国際法奨学生 財団法人安達峰一郎記念財団
花松泰倫

## 所属学協会
- 日本政治学会、
- 東アジア学会
- 科学技術社会論学会
- 日本国際文化学会
- 国際法学会